# Ornithophaga sinaia
Ornithophaga sinaia är en loppart som beskrevs av Rosicky et Smit 1965. Ornithophaga sinaia ingår i släktet Ornithophaga och familjen smågnagarloppor. Inga underarter finns listade i Catalogue of Life.